# Adaphaenura minuscula
Adaphaenura minuscula är en fjärilsart som beskrevs av Butler 1882. Adaphaenura minuscula ingår i släktet Adaphaenura, och familjen nattflyn. Inga underarter finns listade i Catalogue of Life.